# چاپ مقاله
چاپ مقاله به فرایند انتشار مقاله‌های علمی، پژوهشی یا ادبی در مجله‌های تخصصی، نشریه‌های علمی و پایگاه‌های داده‌های علمی اشاره دارد. این فرایند به عنوان یکی از مراحل اصلی در گردش اطلاعات علمی و تبادل دانش میان پژوهشگران و جامعه علمی به‌شمار می‌رود.

## مراحل چاپ مقاله
چاپ مقاله معمولاً شامل مراحل زیر است:
1. نوشتن مقاله: اولین مرحله شامل تحقیق و نگارش مقاله است. پژوهشگر یا نویسنده باید نتایج تپژوهش‌های خود را به صورت یک مقاله منسجم و با رعایت اصول علمی و نگارشی ثبت کند.[۱]
2. ارسال مقاله به مجله: پس از نگارش، مقاله برای بررسی به یک مجله علمی ارسال می‌شود. انتخاب مجله‌ای که در حوزه تخصصی مرتبط با موضوع مقاله فعالیت می‌کند، اهمیت بسیاری دارد.
3. بررسی همترازی (Peer Review): در این مرحله، مقاله توسط کارشناسان و داوران مجله مورد بررسی قرار می‌گیرد. این داوران معمولاً پژوهشگرانی هستند که در زمینه مشابه با موضوع مقاله تخصص دارند. آن‌ها مقاله را از نظر دقت علمی، نوآوری و مطابقت با استانداردهای مجله ارزیابی می‌کنند.[۲]
4. بازنگری و اصلاح: نویسنده معمولاً بازخوردهایی از داوران دریافت می‌کند که ممکن است نیاز به اصلاح و بازنگری داشته باشد. این مرحله ممکن است چندین بار تکرار شود تا مقاله به کیفیت مطلوب برای چاپ برسد.[۳]
5. چاپ نهایی و انتشار: پس از پذیرش مقاله توسط مجله، مقاله در یکی از شماره‌های مجله منتشر می‌شود. انتشار مقاله می‌تواند به صورت چاپی یا دیجیتال انجام شود و معمولاً به مقاله یک شناسه دیجیتال (DOI) اختصاص داده می‌شود.[۴]

## انواع چاپ مقاله
چاپ مقاله بر اساس نوع مجله و فرمت انتشار به چند دسته تقسیم می‌شود:
چاپ مقاله در مجلات علمی-پژوهشی (Research Journals):
این نوع چاپ معمولاً در مجلات علمی و پژوهشی انجام می‌شود که به انتشار مقالات پژوهشی و تحقیقی اختصاص دارد. این مقالات پس از گذراندن مراحل بررسی همترازی (Peer Review) و در صورت تأیید داوران، منتشر می‌شوند.
چاپ مقاله در مجله‌های مروری (Review Journals):
مقالات مروری در مجله‌هایی چاپ می‌شوند که تمرکز بر مرور و تحلیل مقالات و تحقیقات موجود در یک حوزه خاص دارند. این نوع مقالات به جای ارائه یافته‌های جدید، به جمع‌بندی و ارزیابی مطالعات قبلی می‌پردازند.
چاپ مقاله در مجله‌های علمی-ترویجی (Popular Science Journals):
این نوع مجله‌های بیشتر برای انتشار مقالات علمی با هدف ترویج علم و آگاهی عمومی استفاده می‌شوند. این مقالات عموماً به زبانی ساده‌تر و با مخاطبانی وسیع‌تر نگارش می‌شوند و هدف اصلی آن‌ها افزایش آگاهی عمومی از موضوعات علمی است.
چاپ مقاله در کنفرانس‌ها (Conference Papers):
مقالاتی که در کنفرانس‌های علمی ارائه می‌شوند، معمولاً به صورت مجموعه مقالات کنفرانس (Proceedings) چاپ می‌شوند. این نوع مقالات معمولاً قبل از ارائه در کنفرانس بررسی می‌شوند و پس از ارائه، در مجموعه مقالات کنفرانس منتشر می‌شوند.
چاپ مقاله در مجله‌های دسترسی آزاد (Open Access Journals):
این نوع مقالات در مجله‌هایی چاپ می‌شوند که دسترسی به آن‌ها برای عموم آزاد است. هدف این مجله‌ها افزایش دسترسی عمومی به دانش علمی بدون محدودیت‌های مالی یا اشتراکی است.

## آمار تعداد مقالات چاپ شده معتبر به تفکیک رشته‌های تحصیلی[۵][۶][۷]
1. علوم زیستی و پزشکی:
  - این حوزه شامل رشته‌هایی مانند زیست‌شناسی، پزشکی، داروسازی، و بیوشیمی است. بیشترین تعداد مقالات منتشر شده مربوط به این حوزه است که معمولاً به دلیل تعداد زیاد پژوهش‌ها در زمینه سلامت، بیماری‌ها، و علوم پایه زیستی می‌باشد.
  - آمار تقریبی: بیش از ۱٫۵ میلیون مقاله در سال (طبق داده‌های Scopus و Web of Science).
2. علوم فیزیکی و شیمی:
  - رشته‌های فیزیک، شیمی، علوم مواد و نانو تکنولوژی در این حوزه قرار دارند. این رشته‌ها نیز به دلیل تحقیقات پایه و کاربردی متعدد، تعداد بالایی از مقالات را به خود اختصاص می‌دهند.
  - آمار تقریبی: حدود ۱ میلیون مقاله در سال.
3. علوم مهندسی:
  - این حوزه شامل مهندسی برق، مکانیک، کامپیوتر و عمران است. تعداد مقالات منتشر شده در این حوزه نیز بسیار بالاست، به ویژه در حوزه‌هایی که تحقیقات کاربردی و صنعتی دارند.
  - آمار تقریبی: حدود ۸۰۰ هزار مقاله در سال.
4. علوم اجتماعی و رفتاری:
  - روان‌شناسی، اقتصاد، جامعه‌شناسی و علوم سیاسی از جمله رشته‌های پرمقاله در این حوزه هستند. انتشار مقالات در این رشته‌ها به دلیل پیچیدگی‌های اجتماعی و مسائل انسانی بسیار رایج است.
  - آمار تقریبی: حدود ۶۰۰ هزار مقاله در سال.
5. علوم رایانه و اطلاعات:
  - رشته‌های مرتبط با علوم کامپیوتر، فناوری اطلاعات و هوش مصنوعی نیز سهم زیادی از مقالات منتشر شده را به خود اختصاص می‌دهند، به ویژه با رشد سریع فناوری‌های دیجیتال و اینترنت.
  - آمار تقریبی: حدود ۵۰۰ هزار مقاله در سال.
6. ریاضیات:
  - با وجود کاربرد گسترده ریاضیات در رشته‌های مختلف، این حوزه به تنهایی نیز تعداد قابل توجهی مقاله منتشر می‌کند.
  - آمار تقریبی: حدود ۳۰۰ هزار مقاله در سال.

## اهمیت چاپ مقاله
چاپ مقاله نقش مهمی در پیشرفت علمی و توسعه دانش دارد. از طریق انتشار مقالات، یافته‌های جدید به اشتراک گذاشته می‌شود و زمینه برای تحقیقات بیشتر فراهم می‌گردد. همچنین، چاپ مقالات علمی معیاری برای ارزیابی توانمندی‌های پژوهشی افراد و موسسه‌های علمی محسوب می‌شود.